# Salam (film)
 (juillet 2025).
Pour plus de détails, voir Fiche technique et Distribution.
Salam est un court métrage franco-marocain réalisé par Souad El-Bouhati réalisé en 1999, et sorti en 2001.
Il remporte le César du meilleur court métrage en 2001.

## Synopsis
Ali, un travailleur immigré, est dépossédé de son statut alors qu'il s'apprête à rentrer dans son pays. Il est décidé à finir ses jours au Maroc, et considère qu'il n'a plus rien à faire en France.

## Fiche technique
- Réalisation : Souad El-Bouhati
- Scénario : Souad El-Bouhati
- Production :  Movimento Productions, conseil régional du Centre, conseil général d'Indre-et-Loire
- Image : Olivier Chambon
- Montage : Josiane Zardoya
- Durée : 28 minutes
- Date de sortie : 22 novembre 2001 (Paris)

## Distribution
- Benhaïssa Ahouari : Ali
- Mohamed Damraoui : Momo
- Fella Zellag : Amina
- Eric Tronchet : Le directeur
- Philippe Baronnet : Le bijoutier

## Distinctions
- 2000 : Cinq prix au Festival international du court métrage de Clermont-Ferrand (dont meilleur acteur et prix spécial du jury)
- 2001 : César du meilleur court métrage, ex aequo avec Un petit air de fête d'Éric Guirado